# Солон, Марк-Луи-Эммануэль
Марк-Луи-Эммануэль Солон (фр. Marc-Louis-Emmanuel Solon, 1835, Монтобан — 23 июня 1913, Сток-он-Трент, Стаффордшир, Англия) — французский художник-керамист, рисовальщик и гравёр в технике офорта, писатель и коллекционер произведений искусства.

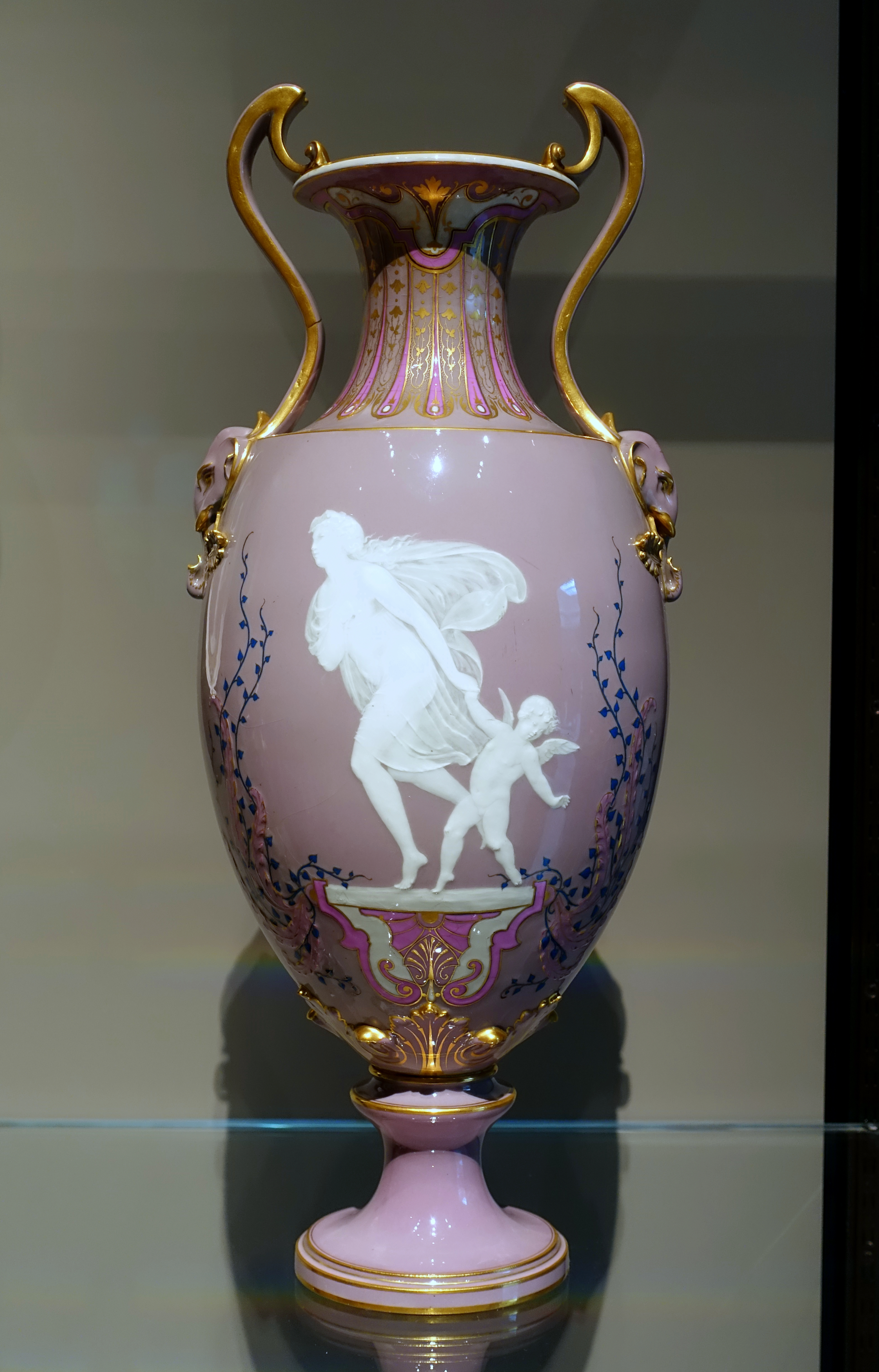
Ваза, декорированная в технике «пат-сюр-пат». М.-Л.-Э. Солон. Севр. 1869

М.-Л.-Э. Солон учился в Школе изобразительных искусств (École des Beaux-Arts) в Париже. В 1857—1870 годах работал на Севрской фарфоровой мануфактуре. Там он освоил технику «пат-сюр-пат» (фр. pâte-sur-pâte — «масса на массу»), в которой он ещё с 1849 года успешно имитировал античные камеи. В этой технике шликерную массу (смесь тонкой белой глины, глицерина и воды) наносят кистью на поверхность изделия до обжига. Пористый «черепок» легко впитывает воду, масса застывает, образуя небольшой рельеф, который иногда дорабатывают стеком, а после обжига его можно гравировать. Белый рельеф хорошо смотрится на фоне цветной фаянсовой или фарфоровой массы. В эпоху классицизма такая техника оказалась востребованной, поскольку позволяла имитировать античные камеи, делать броши, кулоны, вставки стилизованные под античность в различные изделия, например в мебель. Такую технику использовали с 1770-х годов на мануфактуре «Этрурия» Дж. Веджвуда в Англии.
Севрская мануфактура благодаря деятельности Солона также прославилась изделиями «пат-сюр-пат»: вазами, мебельными плакетками, камеями «à la antique». Солон работал под псевдонимом «Майлз» (Miles), предположительно составленном из инициалов художника: M L E S.
Во время Франко-прусской войны 1870—1871 годов художник переехал в Англию и поселился в городке Сток-он-Трент (Stoke-on-Trent), где оставался до конца жизни. Сток-он-Трент располагается в графстве Стаффордшир — традиционном центре английского гончарного ремесла. Там же находилась фабрика английского керамиста и предпринимателя Томаса Минтона.
Солон женился на Лоре, дочери Леона Арну, «художественного директора» фабрики Минтона. Их старший сын Леон-Виктор Солон (1873—1957) присоединился к Минтону в 1890-х годах, в 1900—1909 был художественным руководителем предприятия. Леон Солон внёс важный вклад в создание английской керамики в стиле модерн до переезда в США. Два других сына Солона, Камиль и Альберт, также стали художниками-керамистами.
На мануфактуре Минтона Марк-Луи Солон стал ведущим специалистом в технике «пат-сюр-пат», обучил этой технике нескольких учеников, включая Фредерика Альфреда Рида и Альбуина Бёрка. В 1866 году Солон выпустил альбом своих проектов. Он является автором нескольких книг по истории художественной керамики. На протяжении жизни он коллекционировал произведения искусства, эта коллекция и его собственные работы составили Музей Солона в Сток-он-Тренте, который в 1974 году соединили с Музеем керамики Глэдстоун (Gladstone Pottery Museum) в Лонгтоне (Longton), графство Стаффордшир.